# Саррабис

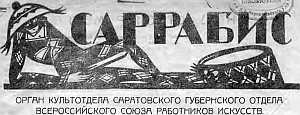
Заголовок

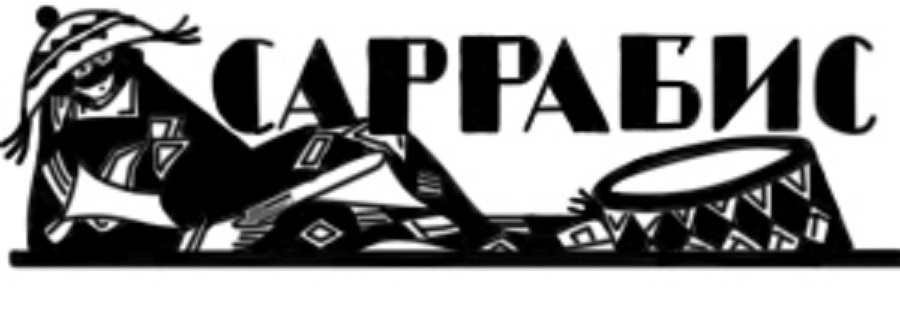

«Сарра́бис» — это литературно-художественный журнал, издававшийся в Саратове в августе-декабре 1921 года.
Название издания представляет собой аббревиатуру, которая расшифровывается как «Саратовские Работники Искусства».

### Историко-культурный фон
1921—1923 гг. — первые годы восстановительного периода, годы новой экономической политики, одним из актов которой было разрешение в ноябре 1921 г. работы частных издательств. Эти годы были особо знаменательными для формаций советского литературного и искусствоведческого журнала. В художественной периодической печати новая экономическая политика дала определенный цифровой взлёт: в 1920 г. — около 80 наименований, в 1921 г. — свыше 100.Вызвано это было двумя противоположными факторами: во-первых, ростом частных, преимущественно буржуазных, издательств, которые в силу затруднённых для себя форм открытой политической борьбы в публицистике, в политике или в экономике, перебросили свои силы на художественно-литературный фронт, и во-вторых, необходимостью для пролетариата борьбы на идеологическом фронте и, отсюда, создания типа журнала, отвечающего требованиям новой советской интеллигенции.
Провинциальная словесность явилась подлинным воплощением эпохи, где в силу удалённости от центра многие столичные установки оказались редуцированными. «Провинциальная словесность не копировала ситуацию в центре, а, скорее, гротескно её переиначивала, утрируя несообразности, не различая параметров литературных величин, усугубляя прямолинейность выводов. В то же время удалённость от центра во многих случаях позволяла затемнять вопиющие противоречия, смягчать выдвинутые обвинения, ретушировать слишком яркие краски и редуцировать слишком громкие лозунги».
Формирование газетно-журнальной культуры в провинции происходило параллельно со становлением литературной культуры. В Саратове в 1920-е годы именно литераторы по преимуществу формировали журналистику. Поэтому газетно-журнальная периодика предполагала значительную долю литературной культуры, связанной не только с различными художественными находками самих авторов литературных публикаций, но и с общими тенденциями в сфере журналистики. Журналистика оказалась в эту эпоху во многом олитературена, а литература, публикуемая на страницах изданий, была крайне публицистичной.
Литературные творцы Саратова 1920-х годов почти все были одновременно и журналистами. Они публиковали литературные произведения в крупных журналах и газетах и сами очень часто занимались какими-либо местными изданиями. В «Саратовских Известиях» работали почти все известные саратовские литераторы 1920-х годов — среди них Михаил Геслер (один из зав. отделов), Н. М. Архангельский (Н. Икарский), Д. А. Самсонов (Степан Дальний), Виктор Бабушкин (зав. отделом «Рабочая жизнь») и многие другие. Эти литераторы составляли основу саратовской журналистики 1920-х годов.

### История издания
1 августа 1921 года Саратовский губернский отдел Союза работников искусств (САРРАБИС) выпустил первый номер одноимённого журнала. Издание не только вписывалось в общие законы и схемы развития провинциальной периодической печати, но и отражало внутренние процессы, происходившие в области газетной журналистики, литературы и литературной критики в 1920-е годы.
Всего вышло четыре номера журнала. Первые два публиковались с подзаголовком «Орган Культотдела Саратовского губернского отдела Всероссийского Союза работников искусств», № 3 и № 4 вышли с подзаголовком «Журнал литературы, критики, музыки и театра». Редакционную коллегию представляли А. Н. Мухарева, Н. А. Архангельский, Д. Беляков, М. А. Зенкевич. Со второго номера в редакцию пришёл Л. Гумилевский, а с четвёртого С.Полтавский.
Последний номер журнала вышел в декабре 1921 года. Судя по объявлению на последней странице, редакция не собиралась прекращать выпуск. Анонсировался следующий номер «Саррабиса», который должен был выйти 31 декабря 1921 года. Предположительно, журнал закрылся в связи с началом выхода с 1922 г. журнала «Культура» (в редколлегии которого остались А. Н. Мухарева и Н. А. Архангельский).

### Структура и темы журнала
Первый номер журнала был программным, объёмом в 12 полос. Здесь редколлегия обозначила цели создания печатного органа, перспективы развития, круг освещаемых тем, призывала авторов к сотрудничеству: 
«Культ-отдел Саратовского Губернского союза работников искусств считает настоящий момент наиболее удачным для выпуска первого номера своего печатного органа, необходимость которого ясна всем и каждому. Мы призываем всех работников искусств, объединённых союзом — активно проявить своё участие в нашем органе, страницы которого будут широко открыты для освещения жизни союзной и художественно-производственной».
В журнале представлено широкое разнообразие жанров: аналитические и критические статьи, рецензии, эссе, эпитафии, обозрения, отзывы, объявления. Причём объявления самого разного характера — от рекламы типографских услуг и итальянского языка до оповещения об открытии журнала «Клич Поволжья» для помощи голодающим. Здесь публиковались отрывки из произведений прозаиков. Рубрика «Выставка поэтов» собирала стихотворения саратовских авторов. Например, здесь помещено стихотворение Вячеслава Андреевича Аверьянова.
Каждый номер можно условно поделить на несколько частей — содержание, тематические/проблемные статьи, отрывки из произведений или подборки стихотворений, хроника, выходные данные. Раздел «Хроника» заслуживает отдельного внимания, благодаря креативности оформления. В нём размещались блоки: «РАБИС», «ИЗО», «МУЗО», «ЛИТО», «ТЕО». В каждом из них размещались подборки коротких информационных заметок, посвящённых конкретной тематике — деятелям культуры, произведениям изобразительного искусства, музыке, литературе и театру.

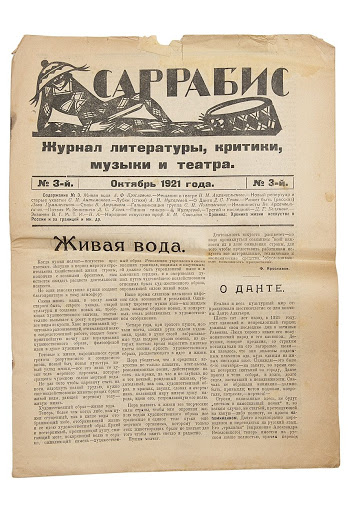
Лист с двумя статьями журнала. Живая вода. Д. С. Усов: « О Данте», «Поэзия М. Зенкевича».

Стоит особо отметить обращения редколлегии к авторам. В этих блоках подробно объяснялось, как можно опубликоваться, каким критериям должна соответствовать статья, как её правильно оформить и в какое время можно прийти в редакцию. Кроме того, редакция считала необходимым отвечать на страницах своего журнала на клевету в других изданиях (например, в «Известиях») и извиняться перед своим читателем за опечатки, приводя их подробный разбор и объясняя, как всё должно было быть написано на самом деле.

### Редакционная коллегия и круг авторов
Биографические сведения о редколлегии журнала немногочисленны. Об Антонине Николаевне Мухаревой известно, что первую книжку она выпустила в Петрограде в 1916 году, следом — две в Саратове (1921 и 1923), где не слишком активно, но все же участвовала в литературной жизни. Д. Усов пенял в 1922 году М. Зенкевичу: 
«А „Ваша“ Мухарева никуда не годится. („Ваша“ — в смысле „Саратовская“; и ещё, я помню, она просилась в ученицы к Вам!)».
В частности, Антонина Николаевна также входила в редакционные коллегии журналов «Художественный Саратов», «Культура». В «Саррабисе» напечатаны стихи поэтессы: «Песня матросов», «Из Сапфо», «Вечер Филона», «Тамбовский бурачек», «Неаполитанская песенка» и др.
Николай Александрович Архангельский — русский советский театральный художник. В 1939 году окончил театрально-декоративное отделение Саратовского художественного училища. Деятельность театрального художника начал в 1945 году в Саратовском Театре юного зрителя им. Ленинского комсомола. С 1957 года — главный художник этого театра. В 1952 году Н. А. Архангельский стал лауреатом Сталинской премии в области литературы и искусства за оформление спектакля Юрия Кисилёва «Алёша Пешков», рассказывающему о детстве М.Горького и ставший яркой постановкой 1951 года. В журнале печатал рецензии на литературные произведения, среди которых: «Тоска по Беатриче», рецензия на книгу писателя Антимонова С. «Петровы потехи».
Михаил Александрович Зенкевич — русский поэт, переводчик, журналист и публицист; яркий представитель русского акмеизма. В 1911 году активный участник «Цеха поэтов», а также член кружка акмеистов. Наиболее тесные отношения сложились у поэта с В. Нарбутом. Зенкевич много печатался в «Аполлоне» и «Гиперборее». В конце февраля — начале марта 1912 года издательским товариществом «Цеха поэтов» выпущена в свет первая книга стихов поэта — «Дикая порфира», имевшая огромное число откликов в различных изданиях. Рецензии о ней оставили Н. Гумилев, В. Брюсов, Вяч. Иванов, С. Городецкий, Б. Садовской и др. В конце декабря 1917 года Зенкевич возвращается на родину, в Саратов, участвует в литературной жизни города. Значительной публикацией считается эпитафия «На смерть А.Блока», опубликованная в «Саррабисе».
Лев Иванович Гумилевский — русский советский прозаик и редактор (детской и научно-художественной литературы, реалистической прозы). Печататься начал с 1910, дебютировав в печати стихами. В 1914 переехал в Петроград. Много печатался в журналах. Осенью 1918, спасаясь от голода, уехал в Саратов, работал в местных «Известиях», в журнале «Приволжский красный путь», в театральном отделе Губернского отдела народного образования, преподавал литературу на пехотно-пулемётных курсах, вёл занятия по художественной прозе в Литературных мастерских. В журнале публиковал статьи с публицистической направленностью и рассказы: «Искусство и ремесло», «Может быть».
Меньше всего сведений о Д. Белякове. Известно лишь, что он был секретарём редакции.
Постоянным автором журнала был Семён Павлович Полтавский — советский журналист, критик, автор прозы, переводчик. Закончил Саратовский университет (1914), был врачом. Участвовал в литературном обществе «Многоугольник», печатался в саратовских изданиях. В 1919 выпустил книжкой «этюд для родителей» «Новому ребёнку — новая сказка»12. В «Саррабисе» опубликованы его статьи «Кризис искусства», «Гальванизация трупа», «Проблемы литературы», «Критический триптих».
В «Саррабисе» несколько раз публикуются статьи под авторством С. Аратовский. Вероятнее всего это псевдоним кого-то из членов редакции, использующийся, когда статья посвящена злободневной теме и содержит в себе нелицеприятные характеристики. Как, например, в материале «Площадка» о «Народном дворце» или фельетоне «Чёрные звёзды».
Иногда материалы подписывались инициалами Н.А. или С.А., за которыми, судя по стилю письма скрывались Николай Александрович Архангельский и С. Аратовский. Появлялись и публикации, подписанные псевдонимами «Книжник» или «Читатель». Причём статьи Читателя именно так выносились в содержание, например «Пенелопе или Ксантиппа — Читателя».